# Aeronave de doble fuselaje

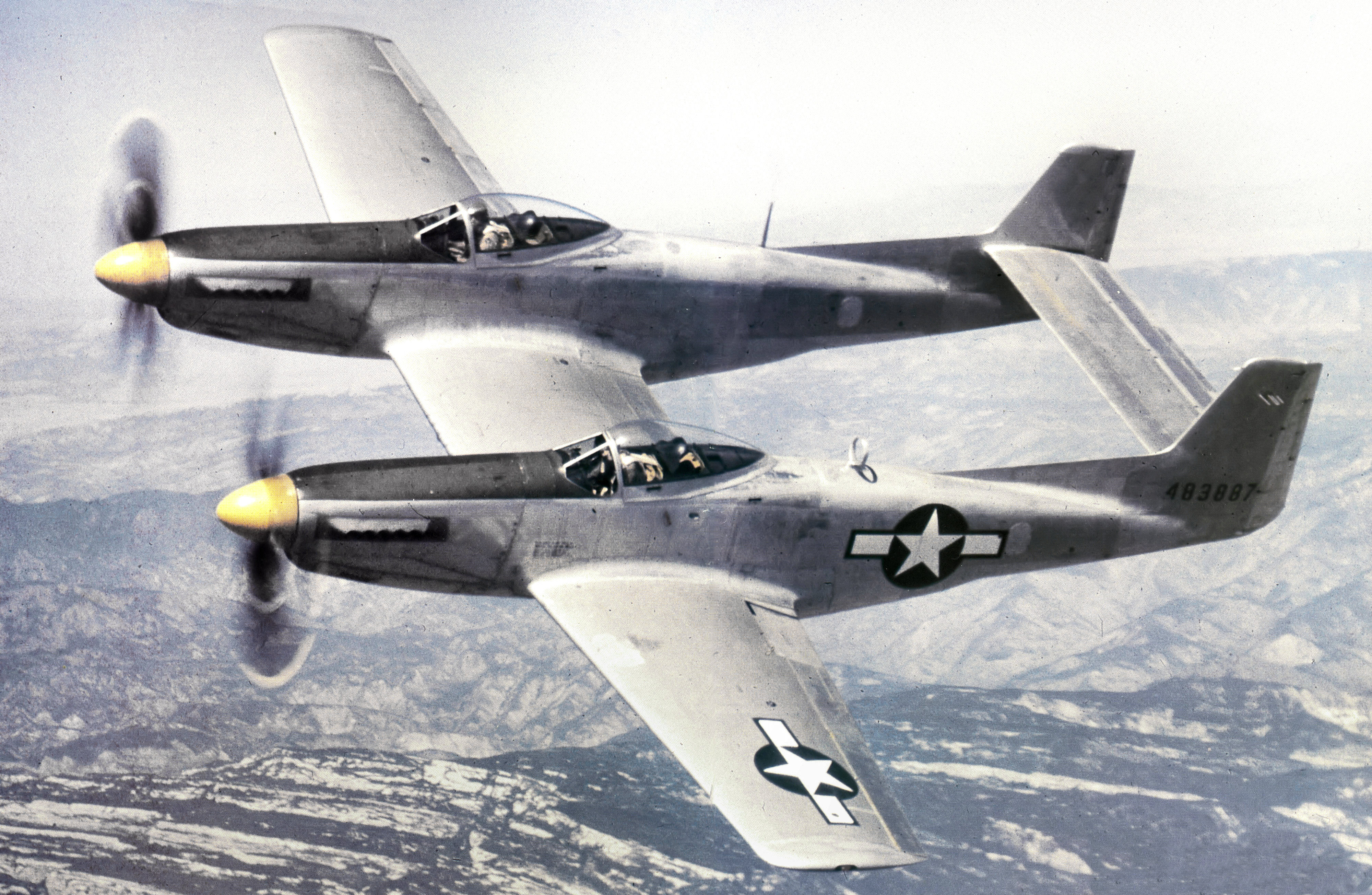
El North American F-82 Twin Mustang (fotografiado en 1945) disponía de un diseño de doble fuselaje

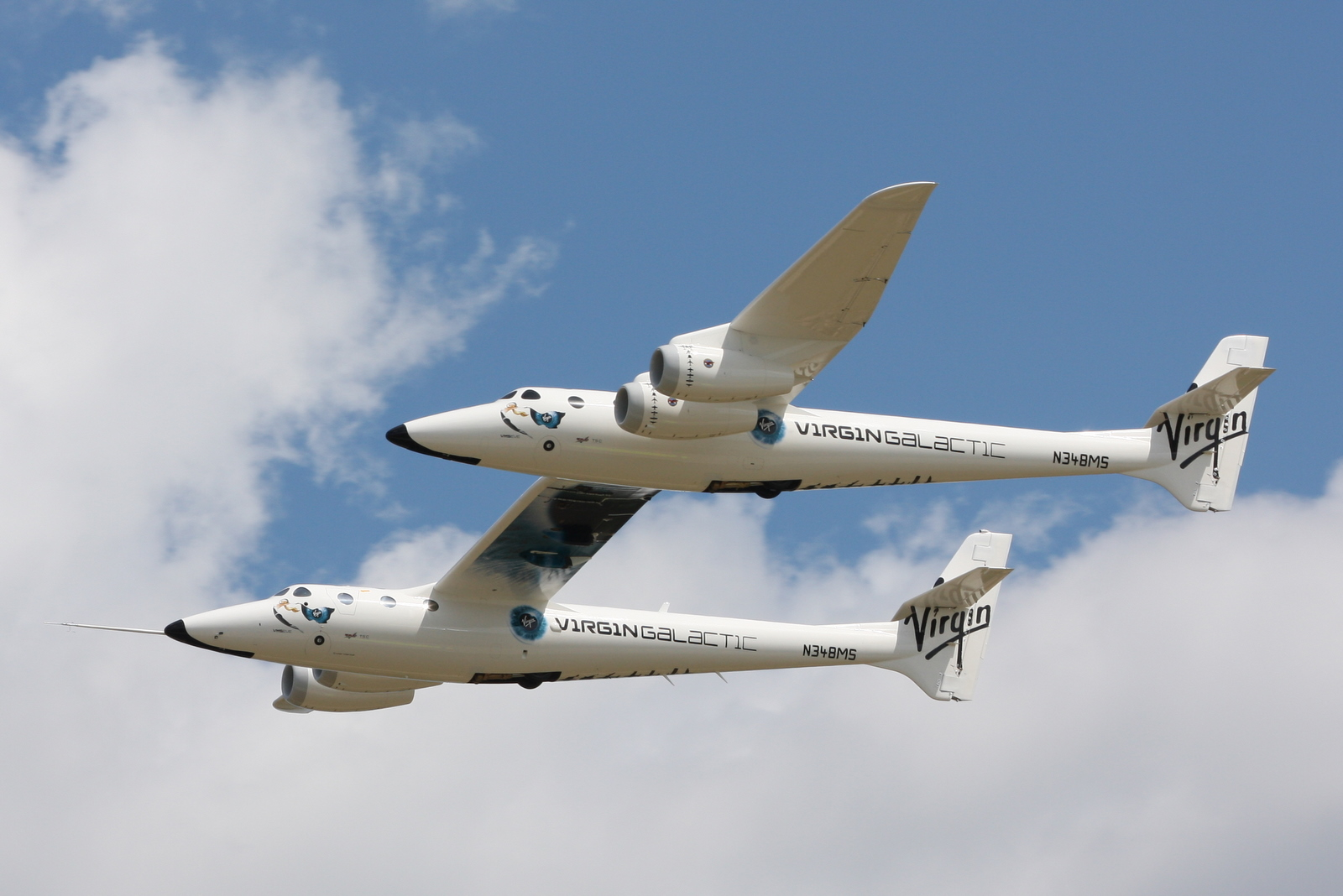
El Scaled Composites White Knight Two

Una aeronave de doble fuselaje se caracteriza por poseer dos fuselajes principales. Es diferente de la configuración de doble cola, que tiene un fuselaje principal único con dos carenados laterales.
Aunque es una configuración relativamente infrecuente, algunos modelos de aeronaves de fuselajes gemelos han alcanzado la producción en serie.

## Primeros hidroaviones
Durante y después de la Primera Guerra Mundial, se construyeron varios hidroaviones de fuselaje doble, y varios entraron en producción.
Por ejemplo, el Blackburn T.B. de 1915 era un hidroavión de largo alcance para las patrullas anti-Zepelín. Se entregaron algunas unidades, pero pocas se utilizaron operativamente.
El Wight Twin Seaplane británico de 1916 era un prototipo de hidroavión de largo alcance destinado a transportar un torpedo de 18 pulgadas. Su diseño era una variante de doble fuselaje del Wight Twin Landplane anterior de configuración de doble cola, es decir, con la góndola central retirada y la tripulación alojada en los carenados laterales. Los prototipos de los hidroaviones franceses Labourdette-Halbron H.T. 1 y H.T.2 de 1918-1919 estaban concebidos con un propósito similar.
SIAI-Marchetti produjo dos tipos de hidroaviones de doble fuselaje multipropósito, el S.55 de 1924 y el S.66 de 1931. Ambos disponían de un doble fuselaje que a su vez funcionaba como flotador, una configuración que les permitía obtener la misma estabilidad que un diseño de dos flotadores y un único fuselaje. El S.55 tuvo mucho éxito, siendo producido en grandes cantidades.
El prototipo de hidroaión Tupolev ANT-22 siguió conceptualmente a los Savoia, pero era mucho más grande y, a pesar de volar en 1934, nunca progresó más allá de un único prototipo debido a un rendimiento deficiente.

## Remolcadores de planeadores pesados
Durante Segunda Guerra Mundial surgió la necesidad de aviones de gran potencia capaces de remolcar los enormes planeadores Gotha Go 242 y Messerschmitt Me 321 Gigant (todavía más grande). El Heinkel He 111 "Zwilling" (Doble) se creó uniendo dos fuselajes del He 111 con una nueva sección intermedia de ala y agregando un quinto motor central. Aunque a sus pilotos les gustó cuando voló por primera vez en 1941, incluso el 111Z no podía remolcar un Gigant completamente cargado, y aunque un pequeño lote comenzó a funcionar, entraron poco en acción.
Se desarrollaron algunas variantes para funciones como el reconocimiento de largo alcance o como portamisiles antibarco para ser lanzados desde el aire, pero ninguno entró en servicio.

## Cazas pesados
Durante la Segunda Guerra Mundial surgió la necesidad de un caza pesado, que no se pudo satisfacer con una nueva propuesta de diseño en un plazo de tiempo razonable. Unir dos unidades de un avión de combate ligero existente era una forma de lograrlo.
El prototipo alemán Messerschmitt Bf 109Z (Zwilling) fue destruido en un ataque de los británicos en 1943, antes de que se completara, y el proyecto se abandonó posteriormente. Un último proyecto denominado Me 609, combinando dos Me 309, nunca fue construido.
En 1944, Dornier propuso la variante de reconocimiento de largo alcance Dornier Do 635 del caza pesado Do 335 Pfeil, para tener dos fuselajes Do 335 y cuatro motores. Tampoco fue construido.
El prototipo italiano Savoia-Marchetti SM.92 era inusual, al tratarse de una adaptación de un diseño de doble cola. No llegó a entrar en producción.
El North American F-82 Twin Mustang llegó demasiado tarde para entrar en servicio durante la Guerra, pero más tarde combatió en la Guerra de Corea.

## Lanzadores de naves espaciales
Más recientemente, ha ganado interés la idea de un diseño de aeronave nodriza reutilizable capaz de transportar y lanzar una nave espacial en pleno vuelo. La configuración de doble fuselaje ofrece la ventaja de un área de carga útil limpia debajo de la sección central del ala.
El Scaled Composites White Knight Two se desarrolló a partir de 2008, con una primera unidad operativa.
Entre los proyectos anteriores figuran los aviones de transporte Conroy Virtus y el Lockheed C-5 Galaxy Shuttle con doble fuselaje de 1974.
Los proyectos actuales incluyen el Scaled Composites Model 351 Roc propuesto para Stratolaunch y el Towed Glider Air-Launch Concept de la NASA.

## Lista de aviones de doble fuselaje
Los tipos se enumeran en orden cronológico de primer vuelo o, para aquellos modelos que nunca llegaron a volar, de anuncio del proyecto.
| Aeronave                                     | País           | Clase     | Uso                          | Año  | Estado       | Notas                                                                 |
| -------------------------------------------- | -------------- | --------- | ---------------------------- | ---- | ------------ | --------------------------------------------------------------------- |
| Blackburn T.B.                               | Reino Unido    | Hélice    | Patrulla                     | 1915 | Producción   | Hidroavión                                                            |
| Caproni Ca.4                                 | Italia         | Hélice    | Bombardero y Transporte      | 1915 | Producción   | Serie de tipos                                                        |
| Fokker K.I                                   | Alemania       | Hélice    |                              | 1915 | Prototipo    | Kampfflugzeug (fuselajes gemelos con una carlinga central)            |
| Wight Twin Seaplane                          | Reino Unido    | Hélice    |                              | 1916 | Prototipo    | Variante del Wight Twin                                               |
| Ricci R.1                                    | Italia         | Hélice    |                              | 1917 | Prototipo    | Hidroavión                                                            |
| Labourdette-Halbronn H.T.1                   | Francia        | Hélice    | Torpedero                    | 1918 | Prototipo    | Hidroavión. Un H.T.1 (1918) llegó a volar                             |
| Labourdette-Halbronn H.T.2                   | Francia        | Hélice    | Torpedero bombardero         | 1919 | Prototipo    | Hidroavión. Dos H.T.2 (1919) volaron                                  |
| Thomas-Morse MB-4                            | Estados Unidos | Hélice    | Carga                        | 1920 | Prototipo    | Aeronave postal                                                       |
| Savoia-Marchetti S.55                        | Italia         | Hélice    | Multiuso                     | 1924 | Producción   | Hidroavión                                                            |
| Blériot 125                                  | Francia        | Hélice    | Transporte                   | 1931 | Prototipo    | Pasajeros 12 asientos                                                 |
| Savoia-Marchetti S.66                        | Italia         | Hélice    | Transporte                   | 1931 | Producción   | Hidroavión                                                            |
| Tupolev ANT-22                               | URSS           | Hélice    |                              | 1934 | Prototipo    | Hidroavión                                                            |
| Belyayev DB-LK                               | URSS           | Hélice    | Bombardero                   | 1940 | Prototipo    |                                                                       |
| Bestetti BN.1                                | Italia         | Hélice    | Privado                      | 1940 | Experimental | Deportivo                                                             |
| Heinkel He 111                               | Alemania       | Hélice    | Carga                        | 1941 | Producción   | Remolcador de planeadores. Variante del He 111                        |
| Messerschmitt Me 609                         | Alemania       | Hélice    | Caza                         | 1941 | Proyectado   | Propuesta de Me 309 gemelo                                            |
| General Aircraft GAL.48 Hotspur              | Reino Unido    | Planeador | Experimental                 | 1942 |              | Doble General Aircraft GAL.48 Hotspur                                 |
| Messerschmitt Bf 109Z                        | Alemania       | Hélice    | Caza                         | 1943 | Proyectado   | Prototipo de Bf 109 gemelo. Destruido mientras se estaba construyendo |
| Savoia-Marchetti SM.92                       | Italia         | Hélice    | Caza                         | 1943 | Prototipo    |                                                                       |
| Dornier Do 635                               | Alemania       | Hélice    | Caza                         | 1944 | Proyectado   | Propuesta de doble Dornier Do 335                                     |
| North American F-82 Twin Mustang             | Estados Unidos | Hélice    | Caza                         | 1945 | Producción   | Largo alcance                                                         |
| ERCO Ercoupe                                 | Estados Unidos | Hélice    |                              | 1946 |              | Conversión a doble ERCO Ercoupe (una sola unidad)                     |
| Fouga CM.88 Gemeaux                          | Francia        | Reactor   | Experimental                 | 1951 | Operacional  | Cyclope gemelo, con reactor sobre la cabina, 2 construidos            |
| Piper J-3 Cub                                | Estados Unidos | Hélice    |                              | 1952 | Prototipo    | Piper J-3 Cub gemela, ejemplar único                                  |
| Conroy Virtus                                | Estados Unidos | Hélice    | Transporte                   | 1974 | Proyectado   | Transporte del Shuttle                                                |
| Lockheed C-5 Galaxy de doble fuselaje        | Estados Unidos | Reactor   | Transporte                   | 1974 | Proyectado   | Transporte del Shuttle                                                |
| Scaled Composites Model 348 White Knight Two | Estados Unidos | Reactor   | Lanzador de naves espaciales | 2008 | Prototipo    |                                                                       |
| Pipistrel Taurus                             | Eslovenia      | Hélice    | Experimental                 | 2011 | Prototipo    | Aeronave eléctrica                                                    |
| Scaled Composites Model 367 BiPod            | Estados Unidos | Hélice    |                              | 2011 | Experimental | Coche volador                                                         |
| Towed Glider Air-Launch Concept              | Estados Unidos |           | Lanzador de naves espaciales | 2013 | Proyectado   | NASA Dryden                                                           |
| Scaled Composites Model 351 Roc              | Estados Unidos | Reactor   | Lanzador de naves espaciales | 2019 | Prototipo    | Lanzador de la nave Stratolaunch                                      |